# رودبارتشيره (مقاطعة فومن)
رودبارتشيره (بالفارسية: رودبارچیره) هي قرية تقع في غيلان في إيران. يقدر عدد سكانها بـ 445 نسمة بحسب إحصاء 2016.